# Miloš Degenek
Miloš Degenek (n. 28 aprilie 1994, Knin, cantonul Šibenik-Knin, Croația) este un fotbalist australian.
Degenek a debutat la echipa națională a Australiei în anul 2016. Degenek a jucat pentru naționala Australiei la Campionatul Mondial din 2018.

## Statistici
| Australia | Australia | Australia |
| An        | Meciuri   | Goluri    |
| --------- | --------- | --------- |
| 2016      | 5         | 0         |
| 2017      | 10        | 0         |
| 2018      | 5         | 1         |
| 2019      | 8         | 0         |
| 2020      | 0         | 0         |
| 2021      | 3         | 0         |
| Total     | 31        | 1         |